# 頼立煌

2012アジア選手権（嘉義）での賴立煌

頼 立煌（繁体字：賴立煌、ライ・リーファン）は、台湾のソフトテニス選手。

## 来歴
豊原高商ー台湾体育学院ー屏東教育大学

## 四大国際大会戦績
- 2012アジア選手権　ダブルス金メダル(賴立煌・何孟勳）　国別対抗銅メダル
- 2014アジア競技大会　ダブルス銅メダル(賴立煌・何孟勳）　国別対抗銅メダル[1]